# Прапор Брюсселя
Прапор Брюсселя був встановлений рішенням ради в 1930-х роках як муніципальний прапор муніципалітету Брюсселя. В описі зазначено: 
Дві однаково довгі зелено-червоні смуги з жовтим святим Михаїлом посередині.
Прапор походить від муніципального герба. Зображення Архангела Михаїла на прапорі також включено до нинішнього муніципального логотипу.
На офіційному прапорі міста зображені архангел Михаїл і диявол у жовтому силуеті. Але також можливе використання альтернативного прапора, в якому в центрі розташований спрощений варіант малого герба, де чорним кольором зображений диявол і намальований архангел.

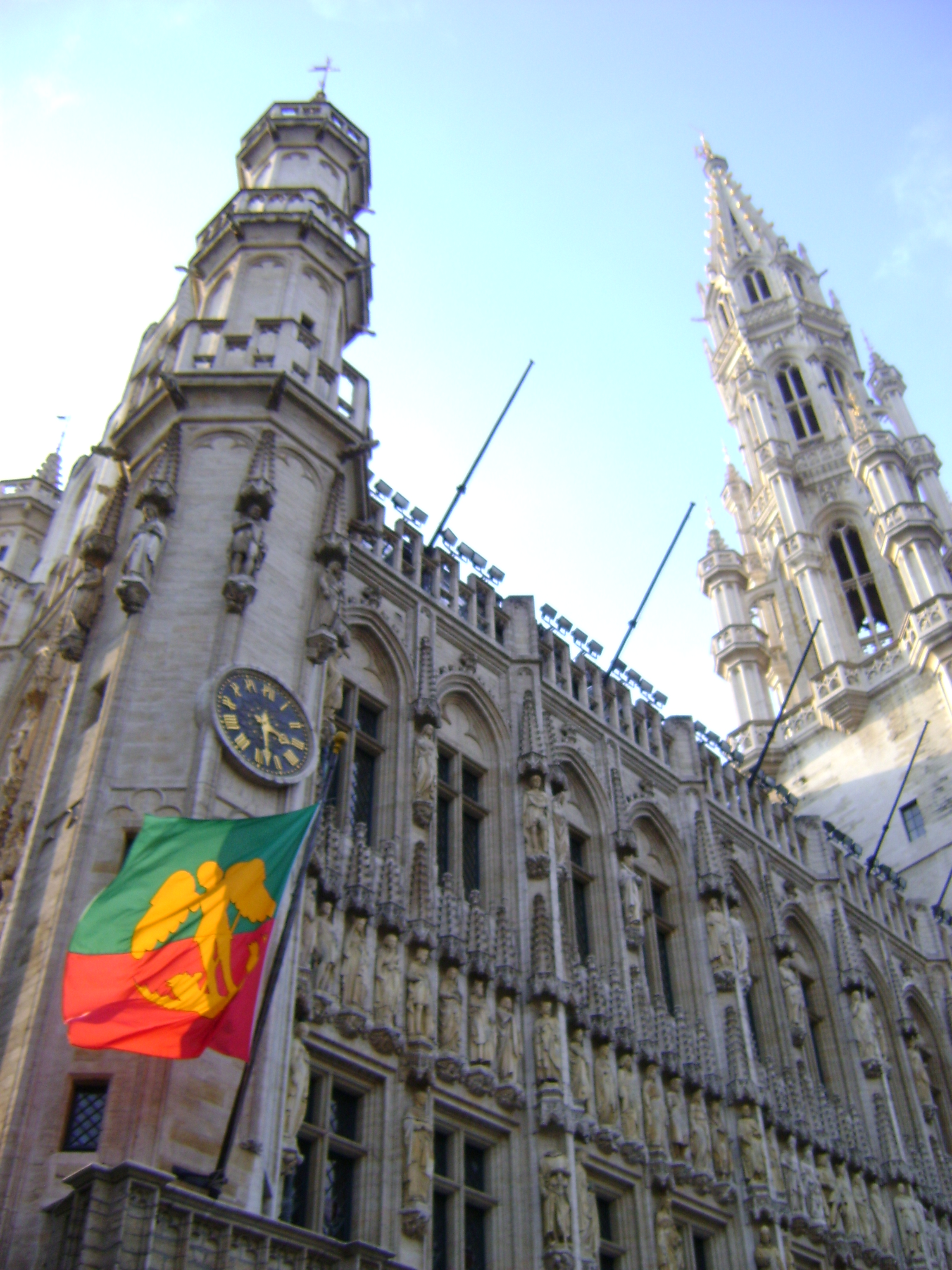
Ратуша Брюсселя з міським прапором

Альтернативний прапор Брюсселя

## Попередні прапори
У минулому прапор являв собою горизонтально або вертикально поділене поле червоного і зеленого кольорів. Червоний і зелений відносяться до кольорів міста.  Прапор колишнього муніципалітету Лаекен був триколором, що складався з трьох однакових широких вертикальних смуг, починаючи від древка, синього, жовтого та синього кольорів. У 1921 році Лакен був об’єднаний у новий муніципалітет Брюссель, що означало, що використання прапора припинилося.

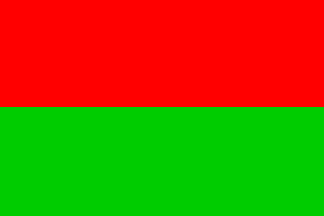
Старий прапор міста Брюссель
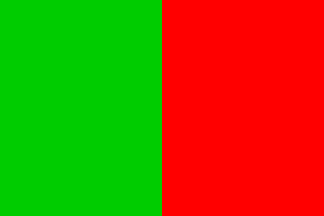
Старий прапор міста Брюссель (бл. 1900)
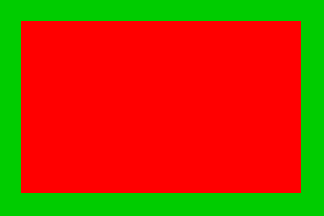
Старий прапор міста Брюссель (бл. 1930)
Прапор колишнього муніципалітету Лакен (до 1921 р.)

(бл. 1900)
- Старий прапор міста Брюссель

(бл. 1900)
- Старий прапор міста Брюссель

(бл. 1930)
- Прапор колишнього муніципалітету Лакен

(до 1921 р.)